# 迪翁·泰勒
迪翁·泰勒（英語：Deon Taylor，1976年1月25日—），美國男導演、編劇和製片人，同時也是隱藏帝國電影集團（Hidden Empire Film Group）的創始人。泰勒時常執導恐怖片，知名作品如選集電影《奈特傳奇》（2008年）和《絕命連鎖信》（2010年）。2015年，他還執導了傑米·福克斯歌曲〈In Love by Now〉的MV。

## 早期生活
迪翁·泰勒出生於伊利諾州芝加哥，主要在印第安纳州加里成長。高中時，他和他的母親搬到了加利福尼亞州沙加緬度。他曾說過：「印第安纳州加里是世界的謀殺之都，所以我的整個新生籃球隊都死了。」學生時期的他專心於打籃球上，並曾在NBA娛樂聯賽中佔有一席之地。

## 個人生活
泰勒於2014年與羅克珊·艾文特（Roxanne Avent）結婚。泰勒和妻子目前住在沙加緬度，其電影大多在那和洛杉磯所拍攝。

## 作品列表
- 《九死一生（英语：Dead Tone）》（2007）
- 《The Hustle》（2008）
- 《奈特傳奇（英语：Nite Tales: The Movie）》（2008）
- 《絕命連鎖信（英语：Chain Letter (film)）》（2010）
- 《失控救援（英语：Supremacy (film)）》（2014）
- 《布萊克一家（英语：Meet the Blacks）》（2016）
- 《假期驚魂（英语：Traffik (2018 film)）》（2018）
- 《侵入者（英语：The Intruder (2019 film)）》（2019）
- 《警網黑幕》（2019）
- 《致命女郎（英语：Fatale (film)）》（2020）
- 《布萊克一家2：鄰家有鬼（英语：The House Next Door: Meet the Blacks 2）》（2021）
- 《雪山驚魂（英语：Fear (2023 film)）》（2023）

## 外部連結
- 迪翁·泰勒在互联网电影资料库（IMDb）上的資料（英文）